# Mammacyon
A Mammacyon az emlősök (Mammalia) osztályának ragadozók (Carnivora) rendjébe, ezen belül a fosszilis medvekutyafélék (Amphicyonidae) családjába és a Temnocyoninae alcsaládjába tartozó nem.

## Tudnivalók
A Mammacyon-fajok Észak-Amerika területén fordultak elő, a kora oligocéntól egészen a kora miocénig, azaz 30,3-20,6 millió évvel ezelőtt.
Ezt az emlősnemet legelőször 1936-ban, Loomis írta le, nevezte meg és sorolta be a medvekutyafélék közé. 1988-ban, Carroll megerősítette a családon belüli tartozását. 1998-ban Hunt besorolta a Temnocyoninae alcsaládba is.
1988-ban, Legendre és Roth őslénykutatók 39,3 kilogrammos testtömegűnek becsültek egy példányt miután azt alaposan megvizsgálták.

## Rendszerezés
A nembe az alábbi 2 faj tartozik:
- Mammacyon ferocior (Hunt jr., 2011) - Wyoming
- Mammacyon obtusidens (Loomis, 1936) - típusfaj; Dél-Dakota, Florida, Nebraska

## Fordítás
- Ez a szócikk részben vagy egészben  a   Mammacyon című angol Wikipédia-szócikk ezen változatának fordításán alapul.  Az eredeti cikk szerkesztőit annak laptörténete sorolja fel. Ez a jelzés csupán a megfogalmazás eredetét és a szerzői jogokat jelzi, nem szolgál a cikkben szereplő információk forrásmegjelöléseként.
- Ez a szócikk részben vagy egészben  a   Mammacyon című olasz Wikipédia-szócikk ezen változatának fordításán alapul.  Az eredeti cikk szerkesztőit annak laptörténete sorolja fel. Ez a jelzés csupán a megfogalmazás eredetét és a szerzői jogokat jelzi, nem szolgál a cikkben szereplő információk forrásmegjelöléseként.